# 바르샤바 총독부
바르샤바 총독부(독일어: Generalgouvernement Warschau)는 제1차 세계 대전 당시 독일 제국이 창설한 행정 구역이었다. 이는 이전 러시아 통치 폴란드 의회의 북서쪽 절반을 포함했다.
이 지역은 처음에는 에리히 루덴도르프(독일어: Erich Ludendorff) 장군의 지휘 하에 오베르 오스트(독일어: Ober Ost) 군사 지휘부의 일부로 형성되었지만, 1915년 가을 공세에서 동맹국의 군사 진격 이후 이 지역은 10월에 별도의 관리 하에 있게 되었다. 그것은 나중에 중앙 강대국의 꼭두각시 국가인 폴란드 왕국이 세워진 후에도 계속 존재했다. 총독인 한스 하트비히 폰 베젤러(독일어: Hans Hartwig von Beseler)는 이 지역이 존재하는 동안 그의 직책을 맡았다. 총독부의 본부는 바르샤바의 왕궁에 있었고, 총독의 자리는 바르샤바의 벨베데레 궁전에 있었다.
총독부의 남쪽에는 오스트리아-헝가리가 통제하는 루블린 군사 정부라고 불리는 대응 기관이 있었다.
1916년 10월 18일에 독일 공무원인 볼프강 폰 크리에스가 계획된 행정부의 첫 번째 수장으로 임명된 이전 폴란드 의회의 두 지구에 대한 공동 행정부가 도입되었다. 12월 9일, en:Kries는 새로운 통화인 폴란드 마르카(독일어: Marka polska)를 발행하는 폴란드 중앙은행을 설립했다.
점령 기간 동안 독일 당국은 군대에 징집된 독일 노동자를 대체하기 위해 폴란드인을 강제 노동에 징집했다.

## 같이 보기
- 동부상급지휘관
- 폴란드 섭정왕국
- 동부 전선 (제1차 세계 대전)
- 벨기에 총독부